# Птичий клей
Пти́чий клей — состав клейкой консистенции, основным назначением которого является отлов птиц (преимущественно мелких). В отличие от многих механических ловушек позволяет ловить птиц живьём, не нанося им физических повреждений. Это один из древних способов ловли птиц, сохранившийся до наших дней.

## Свойства
Птичий клей, согласно мнению авторов, практиковавших охоту с ним, должен быть очень липким, достаточно тягучим и густым. Он не должен стекать и образовывать капель, а при намазывании должен ложиться ровным слоем, не застывать при морозе и не покрываться плёнкой при ветре, не должен становиться жидким на солнце. Способы применения птичьего клея разнообразны, но все они сводятся к тому, чтобы подлетевшая к приманке или севшая на ветку птица так или иначе прилипла и не смогла улететь. Для этого, например, можно намазать клеем деревянные жёрдочки, предназначенные для насеста птиц и расставленные вблизи приманки. Приклеившуюся птицу необходимо успеть схватить быстро, так как она может вырвать прилипшие перья и освободиться.

## Состав
Состав птичьего клея может быть самым разным. Издавна для приготовления такого клея использовали плоды омелы, содержащие липкую мякоть. Советские источники рекомендовали для отлова птиц употреблять клей, изготовляемый из растительного масла и канифоли (канифоль добавлялась в кипящее масло; смесь затем некоторое время варилась на небольшом огне). Полученной смесью можно смазывать изнутри бумажный кулёк конической формы («фунтик»), в вершину которого помещается приманка. Птица, пытаясь достать её, прилипает к бумаге и не может выбраться из кулька. Этим способом, как утверждалось, можно ловить даже таких сравнительно крупных птиц, как серая ворона. При варке клея можно также добавлять скипидар. Рецепты клея без использования искусственных материалов основаны на применении самых разнообразных растительных средств — например, листьев падуба или стрелолиста в сочетании с любыми зёрнами, содержащими крахмал.

## В искусстве
Использование охотниками птичьего клея иногда упоминается в произведениях классиков мировой литературы. Так, в романе Майн Рида «Охотники за растениями» один из эпизодов посвящён тому, как охотник-индиец с помощью птичьего клея поймал тигра. Для этого он обмазал птичьим клеем листья, постеленные на земле под подвешенной приманкой. Листья облепили тигра, сделав его совершенно беспомощным. В романе описан способ приготовления клея:
...в соседних зарослях нарезали  множество  бамбуковых  колен. Затем  надрезали кору смоковницы и пристроили к ним бамбуковые колена так, чтобы в них стекал млечный сок. Так как каждое колено бамбука имело «донце» благодаря узлу на стволе, то оно и превратилось в сосуд для сбора сока, а на смоковнице надрезали лишь молодые, самые сочные побеги. Когда в бамбуковых сосудах собралось достаточно жидкости, её перелили в котелок, который подвесили над слабым огнём. Затем сок стали помешивать, по  временам подливая свежего, и вскоре он стал густым и липким, как самый лучший птичий клей. Это и был настоящий птичий клей, какой применяется индийскими птицеловами, почти не уступающий по  качеству  клею, приготовленному из остролиста.